# Your Cheatin' Heart
Your Cheatin' Heart è un brano musicale composto dal cantautore country Hank Williams nel 1952, tra i più celebri e importanti della musica country.

## Il brano
Nel comporre il brano, Williams si ispirò alla sua tormentata relazione con la prima moglie Audrey Sheppard, integrando anche strofe riferite alla seconda moglie, Billie Jean Jones. La canzone venne prodotta da Fred Rose, e fu registrata da Williams durante la sua ultima seduta di incisione negli studi della Castle Records a Nashville, in Tennessee, il 23 settembre.
Il brano uscì postumo nel gennaio del 1953 (come lato B del singolo Kaw-Liga), e ottenne un immediato successo, complice la morte appena avvenuta di Williams. Raggiunse in breve tempo la posizione numero uno nella classifica di Billboard, nella sezione Country & Western, rimanendoci per sei settimane e superando il milione di copie vendute. Il successo del brano continuò grazie alla versione di Joni James, sempre del 1953, la quale raggiunse la posizione numero due nella classifica di Billboard dei brani più ascoltati su Jukebox. Nel 1962, la versione di Ray Charles raggiunse la posizione numero ventinove nella Billboard Hot 100 e la tredicesima nella UK Singles Chart.
Nell'episodio della serie televisiva animata South Park intitolato L'astuccio del cacciatore, è possibile sentire i primi secondi del brano nella scena in cui Cartman ordina al suo astuccio da cacciatore (un apparecchio elettronico sofisticato che integra anche un lettore multimediale) di suonare musica country.
Nel film The Blues Brothers è possibile ascoltare la canzone nella scena ambientata dentro al locale di musica country dove i Blues Brothers si recano a suonare.

## Riconoscimenti
- Il brano si trova alla posizione numero 5 nella lista delle 100 migliori canzoni country della storia secondo Country Music Television.
- Il brano si trova alla posizione numero 217 nella lista delle 500 migliori canzoni della storia secondo Rolling Stone.
- Il brano si trova alla posizione numero 31 nella lista delle 100 migliori canzoni country della storia secondo Rolling Stone.

## Chart performance

### Hank Williams
| Chart (1953)    | Peak position |
| --------------- | ------------- |
| Top C&W Records | 1             |

### Cover versions
| Year | Artist        | Chart                              | Peak position |
| ---- | ------------- | ---------------------------------- | ------------- |
| 1953 | Joni James    | Billboard Most Played in Jukeboxes | 2             |
| 1953 | Frankie Laine | Billboard Most Played in Jukeboxes | 18            |
| 1962 | Ray Charles   | Billboard Billboard Hot 100        | 29            |
| 1962 | Ray Charles   | Billboard To R&B Singles           | 23            |
| 1962 | Ray Charles   | Official Singles Chart             | 13            |